# ذراع بن محفوظ (يهر)

تعديل مصدري - تعديل

ذراع بن محفوظ هي إحدى قرى عزلة يهر بمديرية يهر التابعة لمحافظة لحج، بلغ تعداد سكانها 34 نسمة حسب تعداد اليمن لعام 2004.